# Storm Trooper (film)
Storm Trooper  è un film d'azione fantascientifico statunitense del 1999 diretto da Jim Wynorski.

## Trama
Grace, che ha ucciso suo marito che non sopportava più, viene coinvolta nella fuga di Stark, un cyborg poliziotto. Questi è in fuga perché inseguito da Roth, incaricato della cattura, a capo di una squadra per la sua ricerca. Roth e la sua squadra tenteranno di uccidere anche Grace.

## Produzione
Il film fu prodotto da Sunset Films International, diretto da Jim Wynorski e girato a Los Angeles in California. Nel cast vi è anche Corey Feldman, nel ruolo dello stalker Roth, oltre a Carol Alt che interpreta Grace. Il cyborg poliziotto è interpretato da John Laughlin. Jim Wynorski interpreta in un cameo uno scienziato della Tannis Corporation.

## Distribuzione
Il film fu distribuito negli Stati Uniti nel 1999 dalla New City Releasing e dalla Peachtree Entertainment per l'home video. È stato poi pubblicato in DVD dalla Platinum Disc nel 2003.
Alcune delle uscite internazionali sono state:
- negli Stati Uniti nel 1999 (Storm Trooper)
- in Polonia il 28 ottobre 1999 (in anteprima)
- in Grecia (O stratiotis tou kyvernohorou)

## Critica
Secondo MyMovies (Fantafilm) il film si rivela un "buon film d'azione" che si avvale di un'ottima regia da parte di Wynorsky, esperto dei film action, e di un buon cast composto da attori non noti ma "di sicuro mestiere", tra cui Carol Alt.